# Гаджієв Даніял Мамайович
Даніял Мамайович Гаджієв (нар. 30 червня 1917, Кума) — радянський вчений в галузі виноградарства і виноробства. Доктор біологічних наук з 1963 року, професор з 1964 року, заслужений діяч науки Дагестанської АРСР з 1965 року і РРФСР з 1981 року.

## Біографія
Народився 30 червня 1917 року в селі Кума (нині Лакський район Дагестану). У 1937 році закінчив Дагестанський сільськогосподарський інститут. У 1937-1975 роках на науково-дослідній, педагогічній та керівній роботі, член ВКП(б) з 1951 року; з 1975 року — завідувач кафедрою Дагестанського державного університету імені В. І. Леніна.

## Наукова діяльність
Запропонував систему застосування макро- та мікродобрив з урахуванням хімічного складу ґрунту і призначення використання винограду. Розробив технологію виробництва червоних десертних вин типу Кюрдамір, кагору Шемаха, вин типу портвейну, білих сухих малоокисленних вин, виноградної горілки Кизлярки, бальзаму Дагестан і інше. Його технологічні схеми і лінії впроваджені на підприємствах виноробної промисловості Дагестану і Азербайджану. Автор понад 130 наукових праць, в тому числі двох монографій; власник 16 авторських свідоцтв на винаходи. Серед робіт:
- Влияние удобрений на качество винограда. — Москва, 1969;
- Новая технология вин Дагестана. — Махачкала, 1976.